# Havdrup
Havdrup er en stationsby på Østsjælland med 4.426 indbyggere  (2024) i Havdrup Sogn mellem Roskilde og Køge. Byen ligger ved jernbanelinien til og fra Faxe Ladeplads og Rødvig. Havdrup hører til Solrød Kommune i Region Sjælland. 
I Havdrup er der en folkeskole, Havdrup Skole. Der er ca. 530 elever på skolen.
Havdrup Kirke ligger i den lille landsby Gammel Havdrup ca. 3 km øst for stationsbyen.
I Havdrup findes et mindre butikscenter med to dagligvarebutikker.

## Etymologi
Endelsen -drup viser, at der er tale om en torp, en udflytterbebyggelse.

## Historie
Havdrup var en landsby sandsynligvis fra middelalderen. I 1682 bestod landsbyen af ni gårde. Det dyrkede areal udgjorde 409,8 tønder land skyldsat til 64,50 tønder hartkorn. Dyrkningsformen var tovangsbrug med omdriften 1/1.
I 1870 anlagdes jernbaneforbindelsen mellem Roskilde og Køge med station ca. 2,5 km vest for Havdrup landsby ved Ulvemose Huse. Omkring 1870 blev byen beskrevet således: "Byen Havdrup ved Landevejen mellem Roeskilde og Kjøge , med Kirken, Præstegaard, Skole, .. Havdrup Veirmølle med Bageri og Kro med Kjøbmandshandel, Jernbanestation midtveis mellem Roeskilde og Kjøge." Stationen kom således til at ligge ved møllen, der hidtil havde ligget alene i ejerlavets vestlige del.
Omkring år 1900 blev byen beskrevet således: "Havdrup, ved Landevejen mellem Roskilde og Kjøge, med Kirke, Præstegd., Skole og Mølle. Ulvemosen med Havdrup Jærnbanestation samt Telegrafstation og Postekspedition, Missionshus (opf. 1894), Privatskole i Forb. med et Forsamlingshus, Lægebolig, Kro, Mølle, Bageri, Savværk, Købmandshandeler m.m."
I 1906 havde Havdrup stationsby 403 indbyggere, i 1911 476 indbyggere, i 1916 542 indbyggere og 108 gårde og huse. 
I mellemkrigstiden fortsatte byens udvikling: i 1921 803 indbyggere og 172 gårde og huse, i 1925 836 indbyggere, i 1930 709 indbyggere i 218 husstande, i 1935 845 indbyggere og 258 husstande, i 1940 873 indbyggere og 265 husstande. I 1930, da byen havde 709 indbyggere, var fordelingen efter næringsveje følgende: 119 levede af landbrug, 298 af håndværk og industri, 67 af handel og omsætning, 51 af transport, 27 af immateriel virksomhed, 51 af husgerning, 89 var ude af erhverv og 7 havde ikke oplyst næringsgrundlag.
Efter 2. verdenskrig fortsatte byens udvikling: i 1945 873 indbyggere i 297 husstande, i 1950 973 indbyggere og 307 husstande, i 1955 945 indbyggere i 317 husstande, i 1960 1.048 indbyggere, i 1965 1.205 indbyggere.